# Kommune Tórshavn
Die Kommune Tórshavn (färöisch Tórshavnar kommuna) ist die größte färöische Kommune, sowohl von der Fläche als auch von der Einwohnerzahl her. Die Kommune wurde 1866 gegründet. Damit wurde die Stadt Tórshavn offiziell zur Hauptstadt des Landes ernannt.

## Gliederung

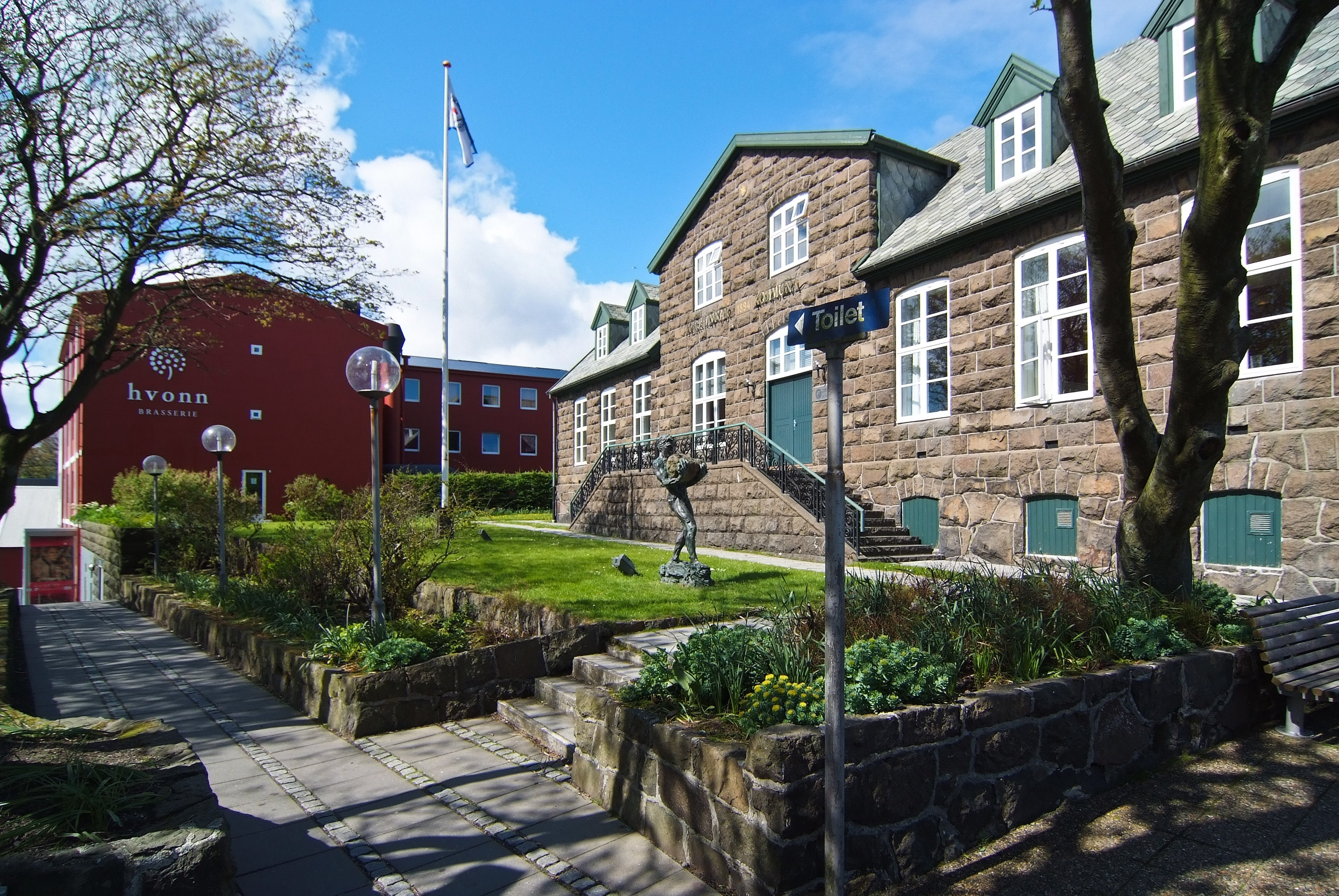
Das Rathaus von Tórshavn, in der Stadtmitte „á Vaglinum“ gelegen.

Neben der Hauptstadt Tórshavn und den mit ihr verschmolzenen Orten Argir im Süden und Hoyvík im Norden, umfasst die Kommune Tórshavn Norðradalur und Syðradalur im Westen; Hvítanes, Sund, Kaldbaksbotnur, Kaldbak und Kollafjørður nördlich an der Ostküste Streymoys; und die dänische Militärbasis Mjørkadalur in den Bergen.
Seit dem 1. Januar 2005 ist die Kommune Tórshavn mit den folgenden Kommunen zusammengefasst: Hestur (mit Koltur), Kirkjubøur (mit Velbastaður) und Nólsoy. Von Anfang 2005 bis Ende 2016 war der sozialdemokratische Politiker Heðin Mortensen Bürgermeister von Tórshavn. 
Die Kommune Tórshavn ist die einzige Kommune auf den Färöern, deren Grundgebiet sich über vier Inseln erstreckt. Im November 2015 erreichte die Einwohnerzahl der Kommune mit 20.468 Personen einen neuen Höchststand: Nie zuvor lebten mehr Menschen in der färöischen Hauptstadt. Der Anteil der Hauptstadt an der Gesamtbevölkerung lag nun bei über 40 Prozent.

## Bevölkerungsentwicklung
Entwicklung der Einwohnerzahl der Kommune Tórshavn (ab 1985 zum 31. Dezember):
| Jahr | Einwohner |
| ---- | --------- |
| 1975 | 11.329    |
| 1980 | 12.641    |

| Jahr | Einwohner |
| ---- | --------- |
| 1985 | 16.363    |
| 1990 | 17.629    |
| 1995 | 16.617    |
| 2000 | 18.245    |
| 2005 | 19.281    |
| 2010 | 19.866    |
| 2015 | 20.499    |
| 2020 | 22.336    |

## Bilder

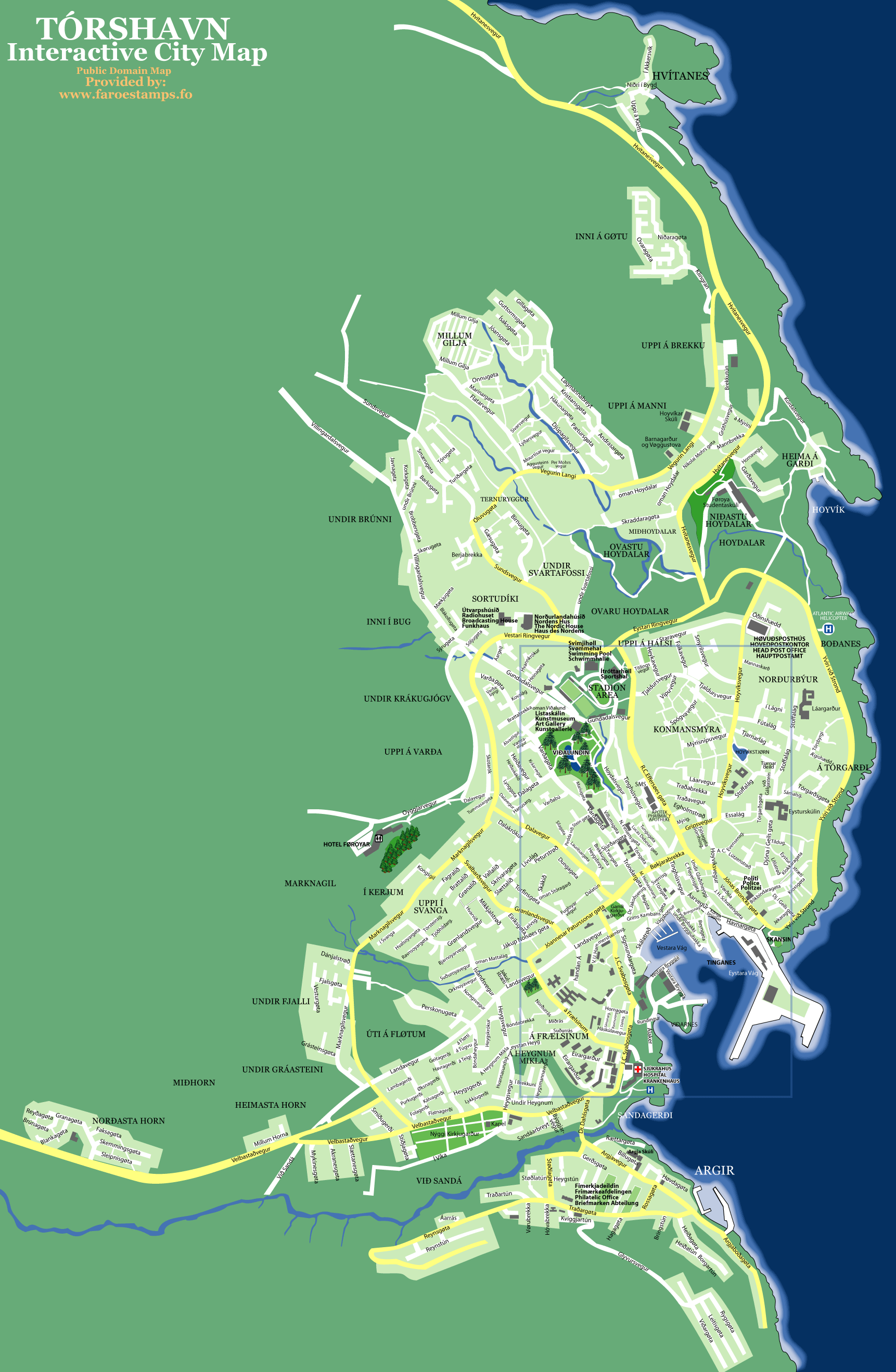
Das Kerngebiet der Gemeinde zwischen Hvítanes im Norden und Argir im Süden.
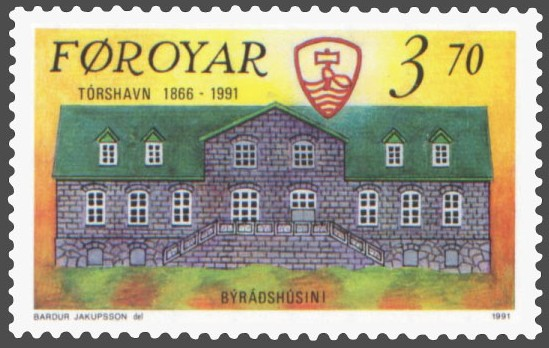
Rathaus in Tórshavn. Briefmarke von 1991 anlässlich des 125. Jahrestages der Kommune
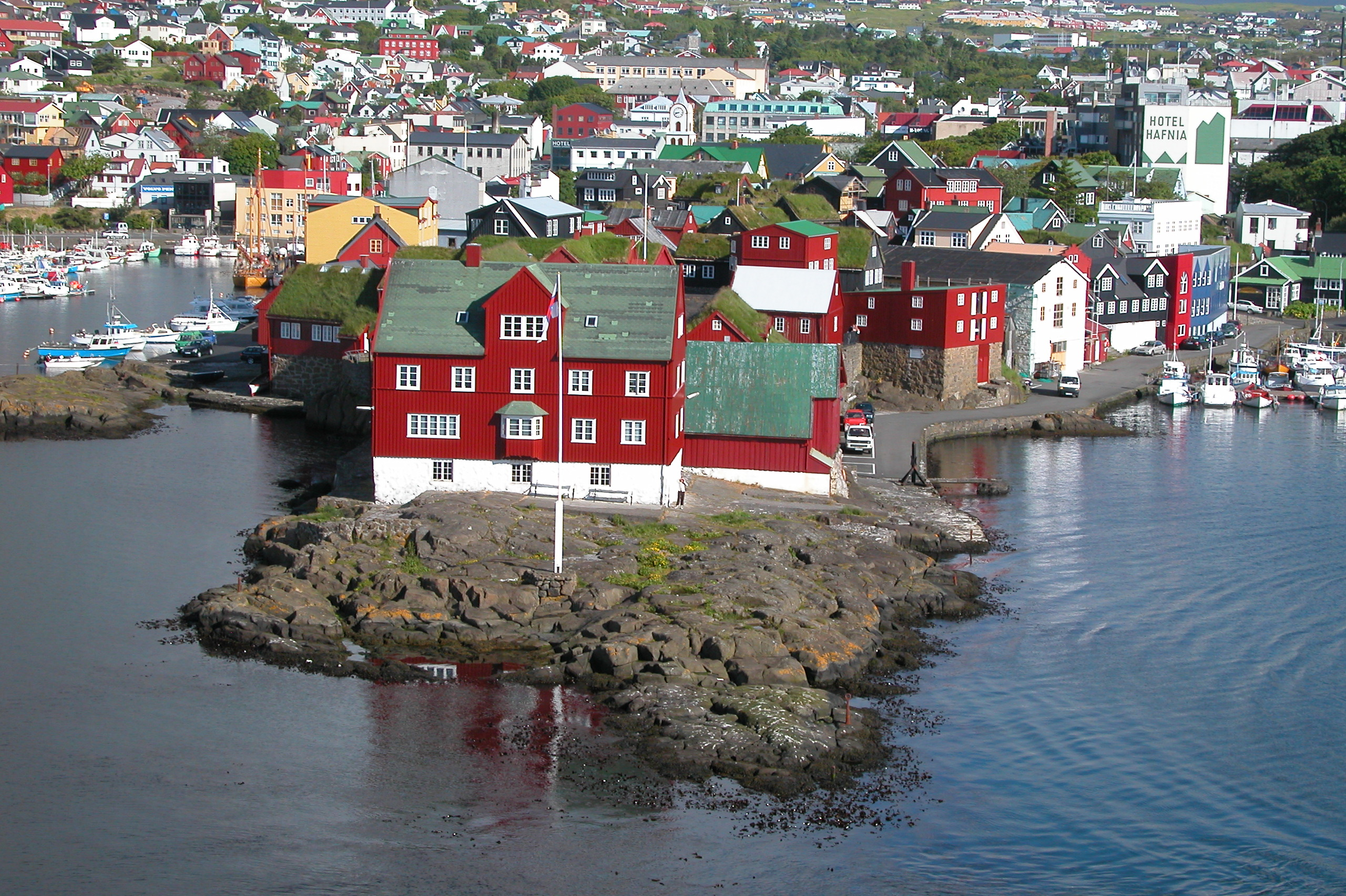
Tinganes im Zentrum der Hauptstadt
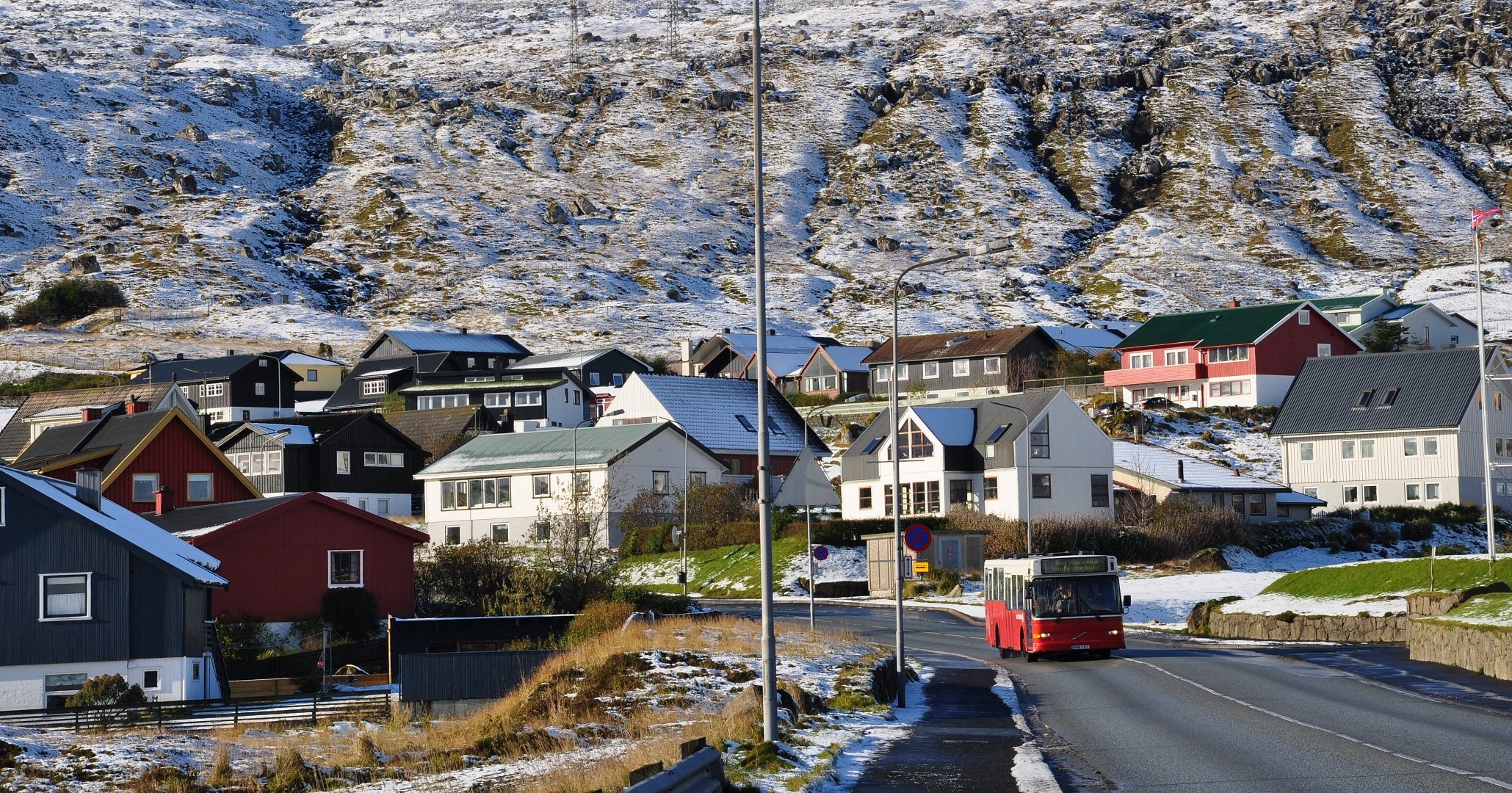
Der Norðari Ringvegur in Tórshavn
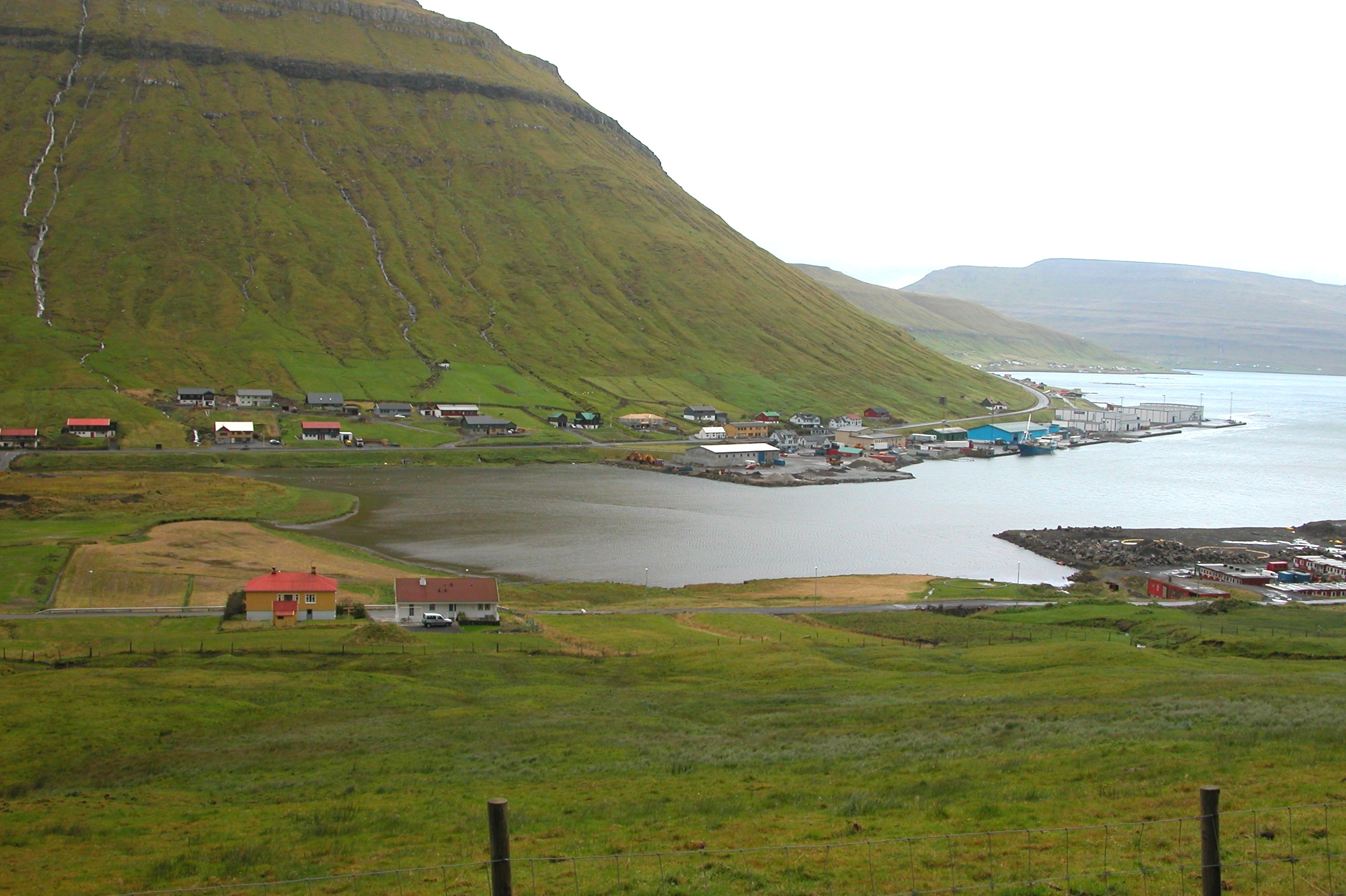
Kollafjørður im Norden der Gemeinde.
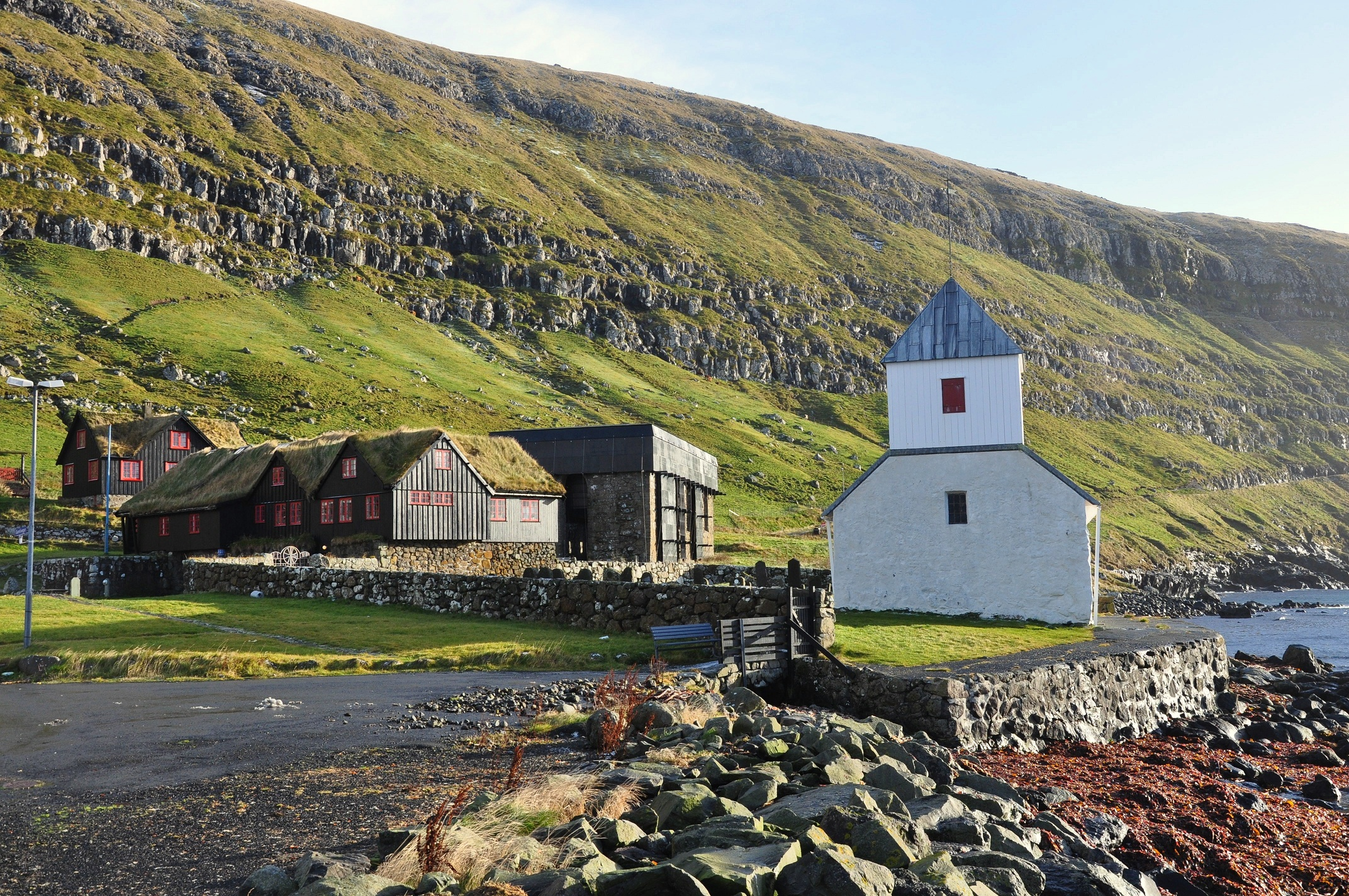
Kirkjubøur im Süden der Gemeinde.